# Limbodessus capeensis
Limbodessus capeensis is een keversoort uit de familie waterroofkevers (Dytiscidae). De wetenschappelijke naam van de soort is voor het eerst geldig gepubliceerd in 2005 door Watts & Leys.